# Scoppito
Scoppito es una localidad italiana de la provincia de L'Aquila, en Abruzos. Tiene una población estimada, a fines de 2019, de 3.801 habitantes.

## Evolución demográfica
| Gráfica de evolución demográfica de Scoppito entre 1861 y 2001 |
|                                                                |
| Fuente ISTAT - elaboración gráfica por Wikipedia               |